# كرايغسفيل (فيرجينيا الغربية)
كرايغسفيل (بالإنجليزية: Craigsville CDP, West Virginia) هي منطقة سكنية تقع بولاية فيرجينيا الغربية في الولايات المتحدة. تبلغ مساحتها 15.7 كم2، وترتفع عن سطح البحر 705 م، بلغ عدد سكانها 2,213 نسمة في عام 2010 حسب إحصاء مكتب تعداد الولايات المتحدة وتصل الكثافة السكانية فيها 141 نسمة لكل كيلومتر مربع (365.2/ميل2).

## التركيبة السكانية
حدّد مكتب تعداد الولايات المتحدة بيانات التركيبة السكانية لكرايغسفيل في تعداد الولايات المتحدة. في ما يلي، التركيبة السكانية حسب تعدادي 2000 و2010.

### تعداد عام 2000
بلغ عدد سكان كرايغسفيل 2,204 نسمة بحسب تعداد عام 2000، وبلغ عدد الأسر 920 أسرة وعدد العائلات 656 عائلة مقيمة في المنطقة السكنية. في حين سجلت الكثافة السكانية 140.4 نسمة لكل كيلومتر مربع (363.6/ميل2). وبلغ عدد الوحدات السكنية 1,007 وحدة بمتوسط كثافة قدره 64.1 لكل كيلومتر مربع (166.0/ميل2).
وتوزع التركيب العرقي للمنطقة السكنية بنسبة 99.36% من البيض و0.09% من الأمريكيين الأفارقة و0.27% من الأمريكيين الأصليين و0.05% من الأمريكيين ذوي الأصول الآسيوية و0.23% من عرقين مختلطين أو أكثر و0.23% من الهسبانيون أو اللاتينيون من أي عرق.
بلغ عدد الأسر 920 أسرة كانت نسبة 33% منها لديها أطفال تحت سن الثامنة عشر تعيش معهم، وبلغت نسبة الأزواج القاطنين مع بعضهم البعض 58% من أصل المجموع الكلي للأسر، ونسبة 11% من الأسر كان لديها معيلات من الإناث دون وجود شريك، بينما كانت نسبة 2.3% من الأسر لديها معيلون من الذكور دون وجود شريكة وكانت نسبة 28.7% من غير العائلات. تألفت نسبة 25.9% من أصل جميع الأسر من عدة أفراد يعيشون في نفس المنزل ونسبة 13.3% كانت تتألف من شخص يعيش بمفرده يبلغ من العمر 65 عاماً أو أكثر. وبلغ متوسط حجم الأسرة المعيشية 2.40، أما متوسط حجم العائلات فبلغ 2.86.
بلغ العمر الوسطي للسكان 39.3 عاماً. وكانت نسبة 24.1% من القاطنين تحت سن الثامنة عشر، وكانت نسبة 8.2% بين الثامنة عشر والرابعة والعشرين عاماً، ونسبة 26.1% كانت واقعةً في الفئة العمرية ما بين الخامسة والعشرين والرابعة والأربعين عاماً، ونسبة 25.7% كانت ما بين الخامسة والأربعين والرابعة والستين، ونسبة 15.9% كانت ضمن فئة الخامسة والستين عاماً فما فوق. يوجد لكل 100 أنثى 91.7 ذكر، ويوجد لكل 100 أنثى في الثامنة عشر من عمرها فما فوق 86.9 ذكر.
بلغ متوسط دخل الأسرة في المنطقة السكنية 24,631 دولارًا، أما متوسط دخل العائلة فبلغ 30,612 دولارًا. وكان متوسط دخل الذكور 28,606 دولارًا مقابل 18,150 دولارًا للإناث. وسجل دخل الفرد الخاص بالمنطقة السكنية 13,233 دولارًا. وكانت نسبة 15.4% من العائلات ونسبة 19.8% من السكان تحت خط الفقر، وكان من هؤلاء نسبة 25.4% تحت سن الثامنة عشر ونسبة 3.9% في الخامسة والستين من العمر وما فوق.

### تعداد عام 2010
بلغ عدد سكان كرايغسفيل 2,213 نسمة بحسب تعداد عام 2010، وبلغ عدد الأسر 915 أسرة وعدد العائلات 631 عائلة مقيمة في المنطقة السكنية. في حين سجلت الكثافة السكانية 141 نسمة لكل كيلومتر مربع (365.2/ميل2). وبلغ عدد الوحدات السكنية 1,031 وحدة بمتوسط كثافة قدره 65.7 لكل كيلومتر مربع (170.2/ميل2).
وتوزع التركيب العرقي للمنطقة السكنية بنسبة 98.28% من البيض و0.05% من الأمريكيين الأفارقة و0.05% من الأمريكيين الأصليين و0.27% من الأمريكيين ذوي الأصول الآسيوية و0.09% من الأعراق الأخرى و1.27% من عرقين مختلطين أو أكثر و0.50% من الهسبانيون أو اللاتينيون من أي عرق.
بلغ عدد الأسر 915 أسرة كانت نسبة 29.9% منها لديها أطفال تحت سن الثامنة عشر تعيش معهم، وبلغت نسبة الأزواج القاطنين مع بعضهم البعض 50.7% من أصل المجموع الكلي للأسر، ونسبة 13% من الأسر كان لديها معيلات من الإناث دون وجود شريك، بينما كانت نسبة 5.2% من الأسر لديها معيلون من الذكور دون وجود شريكة وكانت نسبة 31% من غير العائلات. تألفت نسبة 25.4% من أصل جميع الأسر من عدة أفراد يعيشون في نفس المنزل ونسبة 10.5% كانت تتألف من شخص يعيش بمفرده يبلغ من العمر 65 عاماً أو أكثر. وبلغ متوسط حجم الأسرة المعيشية 2.42، أما متوسط حجم العائلات فبلغ 2.85.
بلغ العمر الوسطي للسكان 43.0 عاماً. وكانت نسبة 22.5% من القاطنين تحت سن الثامنة عشر، وكانت نسبة 6.9% بين الثامنة عشر والرابعة والعشرين عاماً، ونسبة 23.3% كانت واقعةً في الفئة العمرية ما بين الخامسة والعشرين والرابعة والأربعين عاماً، ونسبة 29.2% كانت ما بين الخامسة والأربعين والرابعة والستين، ونسبة 18.1% كانت ضمن فئة الخامسة والستين عاماً فما فوق. وتوزع التركيب الجنسي للسكان بنسبة 48% ذكور و52% إناث.